# フリードリヒ・フォン・プロイセン (1911-1966)
フリードリヒ・フォン・プロイセン（Friedrich von Preußen, 1911年12月19日 - 1966年4月20日）は、プロイセン王国の王族。全名はフリードリヒ・ゲオルク・ヴィルヘルム・クリストフ（Friedrich Georg Wilhelm Christoph）。最後のドイツ皇太子ヴィルヘルムの四男で、ヴィルヘルム2世の孫の一人。

## 生涯
フリードリヒは1911年12月19日にベルリンで、ヴィルヘルムとメクレンブルク＝シュヴェリーン大公フリードリヒ・フランツ3世の娘ツェツィーリエ（1886年 - 1954年）の間に第四子として生まれた。
1918年のドイツ革命で皇族としての地位を失い、1936年にはイギリスに渡った。第二次世界大戦が勃発すると拘束されカナダへ移送されたが、王太后メアリー（1867年 - 1953年、ジョージ5世妃）のとりなしによってイギリスへ戻った。1945年7月30日に第2代アイヴァー伯爵ルパート・ギネスの三女ブリジッド・キャサリン・レイチェル・ギネス（1920年 - 1995年）と結婚し、三男二女をもうけた。次女のアントニア（1955年 - ）は第9代ウェリントン公爵チャールズ・ウェルズリーの妻となっている。1947年にイギリス国籍を取得した。
フリードリヒはイングランドのハートフォードシャーで暮らしたが、ラインハルツハウゼン城（ヘッセン州ダルムシュタット県）の所有者として時折ドイツを訪れていた。そして1966年4月20日、そのラインハルツハウゼン城で死去した。